# Lucien Laurent
Lucien Laurent (10. prosince 1907, Saint-Maur-des-Fossés — 11. dubna 2005, Besançon) byl francouzský fotbalový útočník. Je autorem prvního gólu v dějinách mistrovství světa ve fotbale.
Laurent hrál za CA Paříž, FC Sochaux-Montbéliard, FC Mulhouse a Stade Rennais FC. Zúčastnil se olympiády 1928, jako amatérský hráč a dělník továrny Peugeot byl nominován na premiérové mistrovství světa ve fotbale 1930. 13. července 1930 v Montevideu vstřelil v 19. minutě utkání s Mexičany vůbec první branku MS. Zápas skončil vítězstvím Francie 4:1.
Lucien Laurent odehrál deset reprezentačních zápasů, vstřelil v nich dvě branky. Byl povolán také na mistrovství světa ve fotbale 1934, ale v jediném zápase Francouzů na šampionátu nenastoupil. Zúčastnil se druhé světové války, strávil tři roky v německém zajetí. Jako jediný člen týmu z roku 1930 se dožil zisku světového titulu na domácím mistrovství světa ve fotbale 1998.